# Avtonom Golovine
Avtonom Golovine, en russe : Автоном Михайлович Головин, est un militaire russe, mort en 1720.

## Biographie
En 1696, Avtonom Golovine contribua à la prise d’Azov, accompagna Pierre le Grand dans ses voyages en Europe, remplit avec succès plusieurs missions diplomatiques, succéda à Lefort dans la charge d’amiral, et dirigea depuis les affaires étrangères.

## Source
« Avtonom Golovine », dans Pierre Larousse, Grand dictionnaire universel du XIXe siècle, Paris, Administration du grand dictionnaire universel, 15 vol., 1863-1890 [détail des éditions].